# Vladímir Dvóichenko
Vladímir Avrámovich Dvóichenko (en ruso: Владимир Аврамович Двойченко; en ucraniano: Володимир Аврамович Двойченко; gobernación de Táurida, 12 de mayo de 1882 - Santander, 1944) fue un oficial ruso-ucraniano que participó en la Primera Guerra Mundial, el movimiento balnco en Rusia del Sur y en la guerra civil española.

## Biografía
Hijo de un ciudadano honorario hereditario, Dvóichenko nació en la gobernación de Táurida y su hermano mayor fue geólogo Petr Dvóichenko. Recibió su educación general en la Universidad de Moscú. Se ofreció como voluntario para participar en la guerra ruso-japonesa. En 1909 se graduó con honores de primera clase en la Escuela de Caballería de Elisavetgrado, de donde fue dado de alta como cornet en el Regimiento de Caballería de Crimea. En 1912 fue ascendido a teniente.
En 1914 fue oficial subalterno del sexto escuadrón del Regimiento de Caballería de Crimea, con el que participó en la Primera Guerra Mundial. Se le concedió la Espada Dorada por Valentía por realizar misiones de reconocimiento en el área de Neidenburg y Janow del 8 al 21 de diciembre de 1914, que permitieron a la división llevar a cabo un ataque sorpresa sobre Grzhebek en la noche del 21 al 22 de diciembre. Fue ascendido a capitán del Estado Mayor el 16 de marzo de 1916, con antigüedad desde el 19 de octubre de 1915. El 1 de enero de 1917, fue transferido a la reserva de filas en la sede del Distrito Militar de Odesa y asignado a la caballería del ejército.
Con el estallido de la guerra civil rusa en febrero de 1918, se unió al destacamento del coronel Mijaíl Drozdovski, que se estaba formando en el frente rumano. Participó en la marcha Iasi-Don como comandante del 2º escuadrón de la División de Caballería. En el otoño de 1919, se convirtió en comandante de la división de Caballería de Táurida en las Fuerzas Armadas de Rusia del Sur y coronel. En noviembre de 1920, fue evacuado de Crimea como parte del ejército de Piotr Wrangel. Tras la derrota del movimiento blanco, se convirtió en emigrante y vivió en España. 
A partir de 1937 se alistó voluntario en la guerra civil española en el bando sublevado. Sirvió en el tercio Navarra en el frente de Badajoz, por lo que recibió el grado de sargento. Por su valentía fue ascendido a alférez y condecorado con la Medalla Militar por servicios militares destacados. 
Desde 1941 residió en San Sebastián. Tras la operación Barbarroja, Dvóichenko participó en una pequeña manifestación antisoviética el 25 de junio, junto con su sobrino Vladímir Kovalevski y su compañero de armas, Alexander Bibikov. Debido a su edad y a su posición contra Hitler, Dvóichenko fue uno de los tres emigrantes que no se unieron a la División Azul, permaneciendo en San Sebastián, aunque sin juzgar a sus compañeros que se incorporaron a la división como traductores. Durante la Segunda Guerra Mundial, participó en la formación militar básica de los jóvenes españoles. Un día, las autoridades falangistas le exigieron que hiciera el saludo nazi, a lo que se negó, subrayando que servía a España y sólo estaba dispuesto a pronunciar sus consignas. Murió en 1943 o 1944 en Santander.

## Vida personal
Su esposa fue Efrosinia Dvóichenko-Markova, estudiosa de la literatura, y su hijo, Dmitri Dvóichenko, fue historiador estadounidense que ejerció de traductor en los juicios de Núremberg.

## Premios y honores
- Medalla de Plata "Por Valentía" (1905)
- Orden de San Estanislao, 3ª clase (31 de marzo de 1915), 2ª clase (4 de abril de 1917)
- Espada Dorada por Valentía (21 de mayo de 1915) Orden de San Estanislao, 2ª clase. con espadas (PAF 4.04.1917)
- Orden de San Vladimiro, 4ª clase (13 de junio de 1917)